# Ralph Arthur Roberts
Ralph Arthur Roberts (1884-1940) fue un actor alemán.

## Filmografía
- The Crazy Countess (1928)
- Call at Midnight (1929)
- Einbrecher (1930)
- My Wife the Champion Shot (1934)
- Heiratsinstitut Ida & Co (1937)
- My Daughter Doesn't Do That (1940)